# Slumville Sunrise
"Slumville Sunrise" es una canción del cantante británico Jake Bugg, fue lanzado como el segundo sencillo de su segundo álbum de estudio Shangri La (2013). Fue lanzado a modo de descarga digital en el Reino Unido el 18 de octubre de 2013. La canción fue escrita por Jake Bugg y Iain Archer y producida por Rick Rubin. La canción logró posicionarse en el número 42 en el UK Singles Chart.

## Vídeo Musical
El vídeo musical de esta canción fue lanzado el 20 de septiembre de 2013 por YouTube, en el aparece al inicio en una joyería donde roba un anillo y sale corriendo por las calles de Nottingham de manera sarcástica, siendo perseguido por una anciana, un doble de Elvis y unos policías, tras eso logra escapar de todos ellos y llega a su casa donde le da el anillo a su novia embarazada, pero ella lo rechaza al desconfiar de donde lo obtuvo.

## Historial de Lanzamientos
| País        | Fecha                 | Formato          | Sello           |
| ----------- | --------------------- | ---------------- | --------------- |
| Reino Unido | 18 de octubre de 2013 | Descarga digital | Mercury Records |